# Діброва (Фастівський район)
Дібро́ва — село в Україні, у Фастівському районі Київської області. Населення становить 400 осіб.

## Населення

### Мова
Розподіл населення за рідною мовою за даними перепису 2001 року:
| Мова            | Кількість | Відсоток |
| --------------- | --------- | -------- |
| українська      | 388       | 95.33%   |
| російська       | 18        | 4.42%    |
| інші/не вказали | 1         | 0.25%    |
| Усього          | 407       | 100%     |

## Галерея

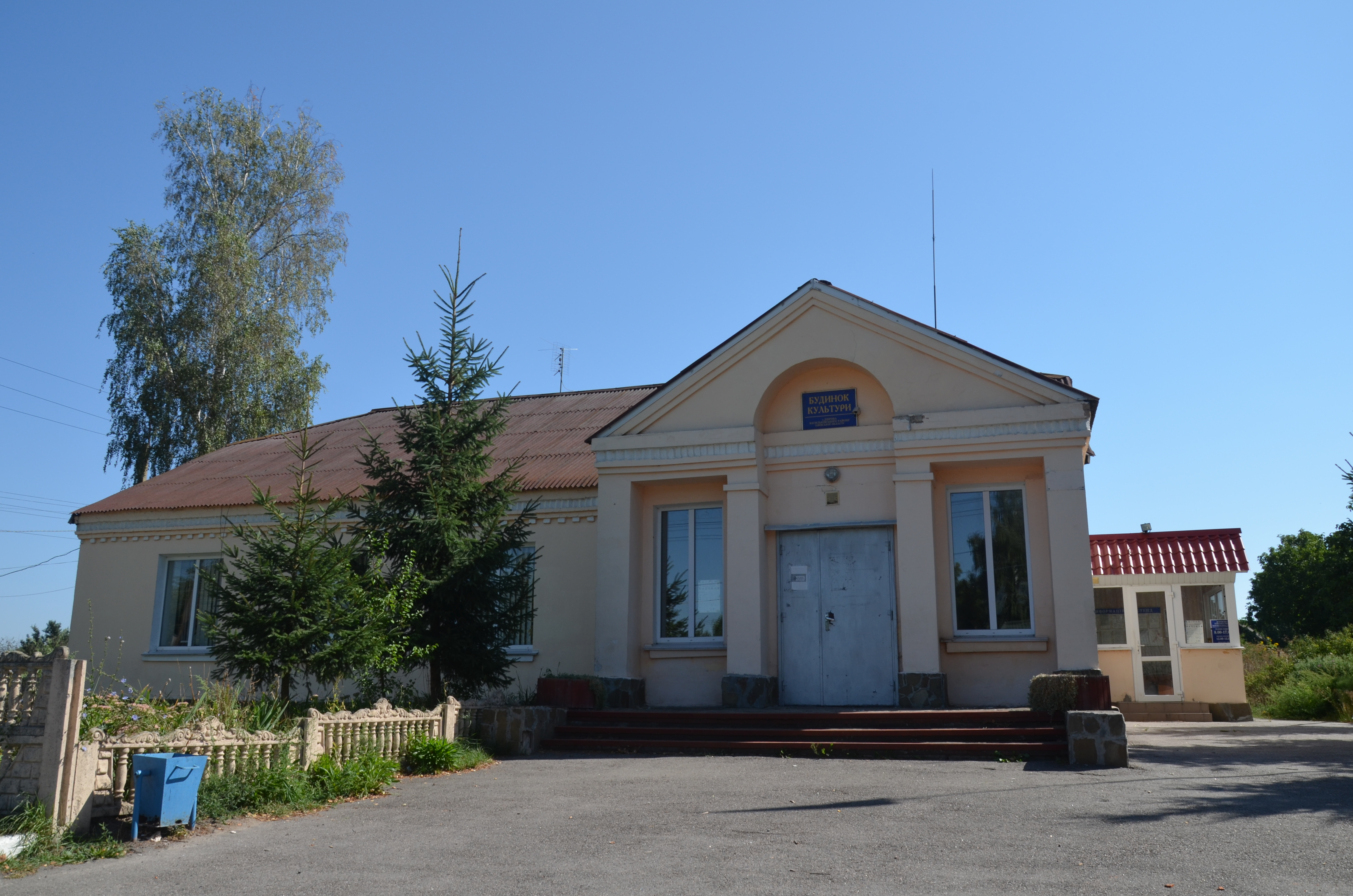
Дібрівська сільська рада
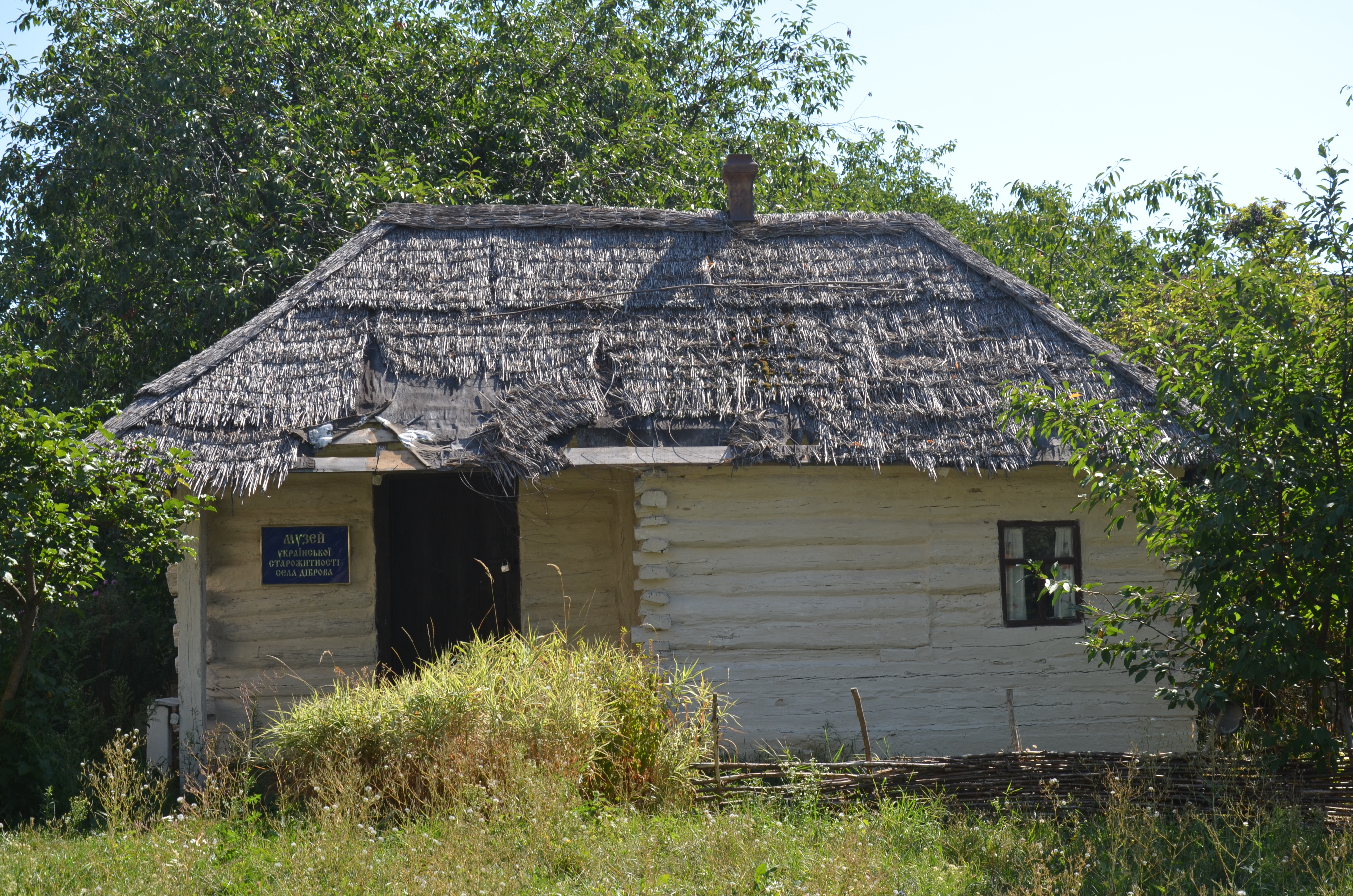
Музей старожитностей села Діброва
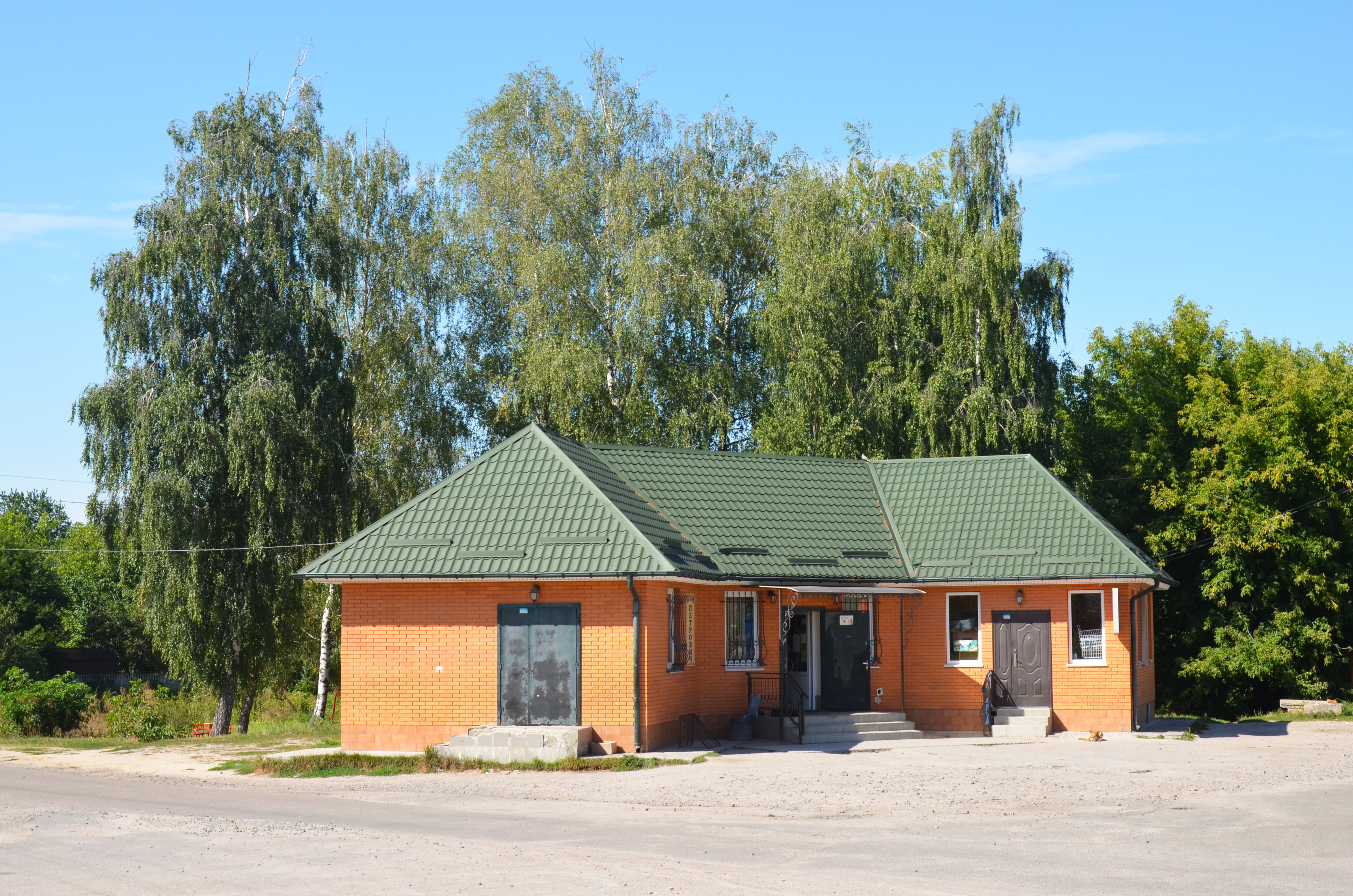
Магазин (Діброва).jpg
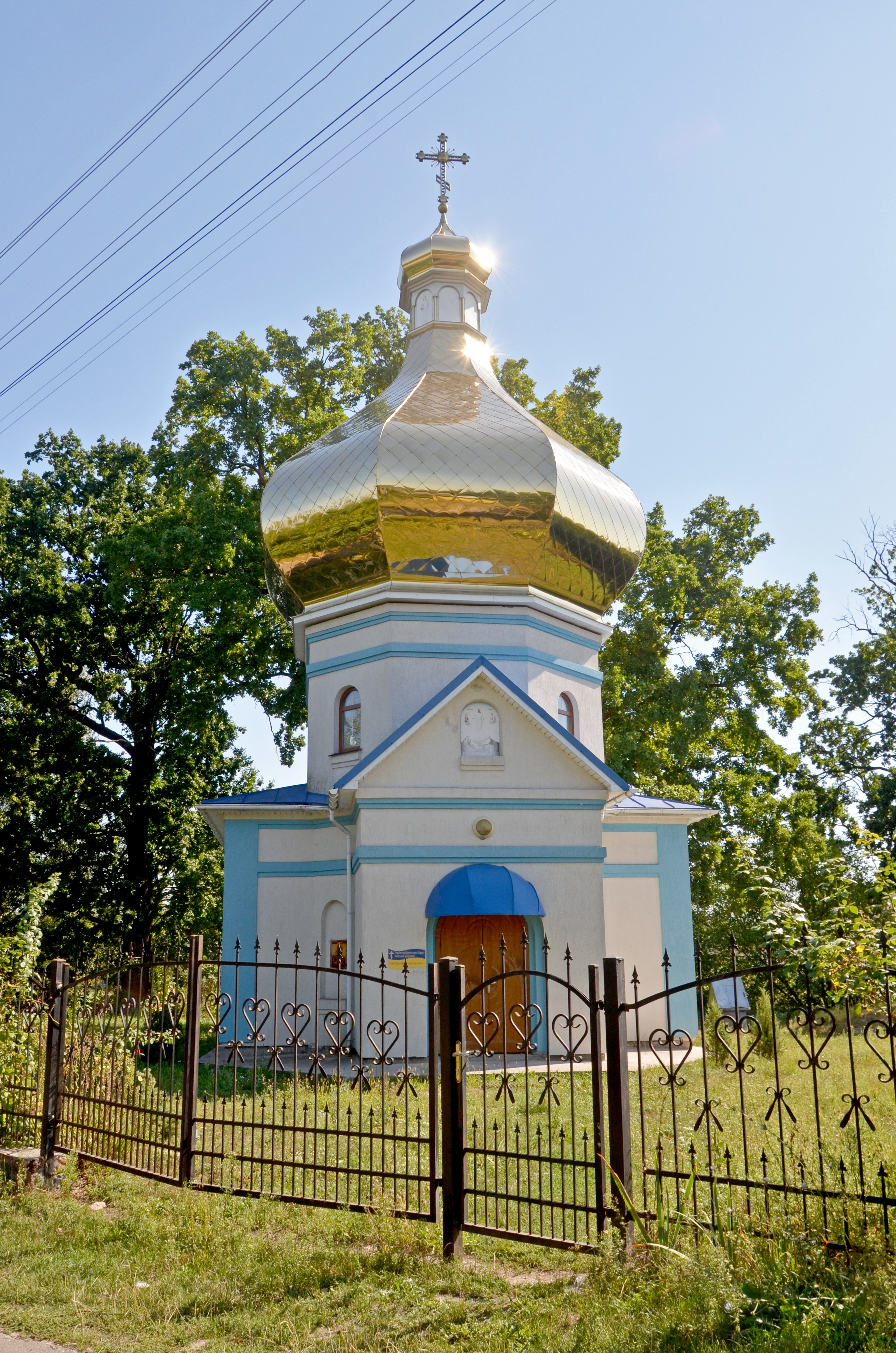
Церква Благовіщення Пресвятої Богородиці (Діброва), релігійна громада УПЦ.
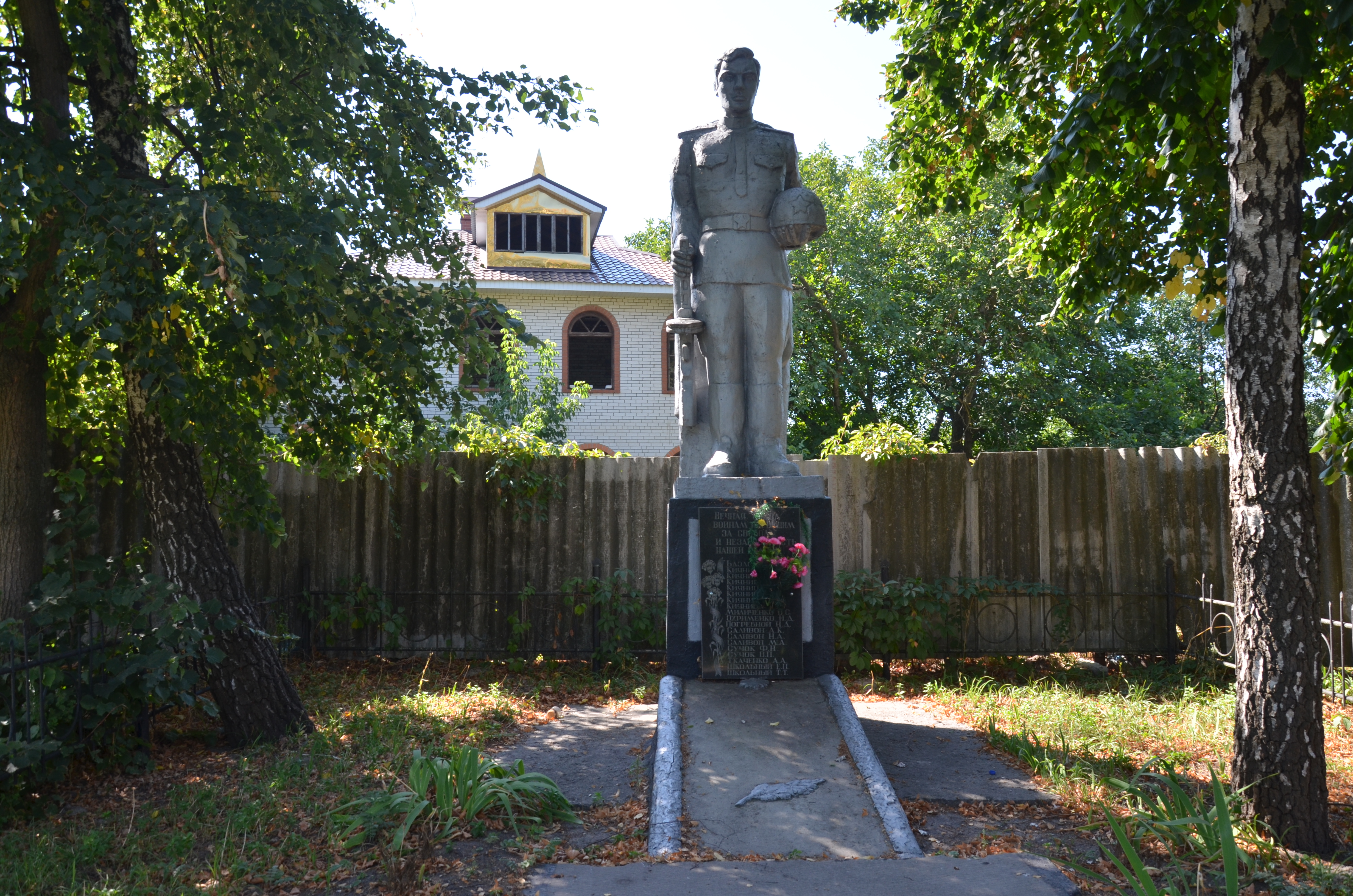
Братська могила воїнів Радянської Армії, які загинули в роки Великої Вітчизняної війни, село Діброва